# 8577 Choseikomori
8577 Choseikomori eller 1996 VX8 är en asteroid i huvudbältet som upptäcktes den 7 november 1996 av de båda japanska astronomerna Kazuro Watanabe och Kin Endate vid Kitami-observatoriet. Den är uppkallad efter Chosei Komori.
Asteroiden har en diameter på ungefär 5 kilometer.